# أولاد يعقوب (قلعة السراغنة)
 أولاد (يعقوب (بالإنجليزية: OULAD YAACOUB)‏ هي جماعة قروية تابعة لإقليم قلعة السراغنة ضمن جهة مراكش تانسيفت الحوز بالمغرب. بلغ مجموع عدد سكان  أولاد (يعقوب حسب إحصاءات 2004 حوالي 6497 نسمة من بينهم 1أجنبي يعيشون في 1152 أسرة.

## إحصاء عام
| السنة | عدد السكان | عدد الأسر | عدد الأجانب |
| ----- | ---------- | --------- | ----------- |
| 1994  | 6977       | 1066      | °°°°        |
| 2004  | 6497       | 1152      | 1           |